# Ocnerodes prosternalis
Ocnerodes prosternalis är en insektsart som beskrevs av Bolívar, I. 1912. Ocnerodes prosternalis ingår i släktet Ocnerodes och familjen Pamphagidae. Inga underarter finns listade i Catalogue of Life.